# Jhenifer Mojica
Jhenifer Mojica Flórez (Bucaramanga, 1984) es una abogada y defensora de derechos humanos colombiana, reconocida experta en temas agrarios y ambientales. Actualmente se desempeña como Embajadora de la Misión Permanente de Colombia ante la Organización de las Naciones Unidas para la Alimentación y la Agricultura FAO.
Entre mayo de 2023 y julio de 2024 fue Ministra de Agricultura y Desarrollo Rural. Mojica también se desempeñó como directora de Asuntos Étnicos de la Unidad de Restitución de Tierras y en 2022 lideró el equipo de empalme del Presidente Gustavo Petro con el gobierno anterior en el área de agricultura.

## Trayectoria
Mojica es abogada de la Universidad Nacional de Colombia, especializada en derecho procesal, con gran experiencia en derecho agrario. Ha dedicado parte de su trayectoria a la defensa de derechos humanos, particularmente la protección de poblaciones éticas y campesinas.
Mojica fue fundadora de la Corporación para la Protección y Desarrollo de Territorios Rurales PRODETER. desde donde adelantó escuelas de formación campesina en derecho agrario, también el estudio de las conflictividades socio ambientales en áreas protegidas.
Como Subdirectora de la Comisión Colombiana de Juristas, organización no gubernamental, lideró el proyecto de litigio estratégico en derechos humanos en casos emblemáticos de restitución de tierras despojadas en el conflicto armado. Acción que ganó el Premio Franco Alemán de Derechos Humanos "Antonio Nariño" en 2017.
Como asesora de la Confederación Indígena Tayrona y Asociación de Autoridades Arhuacas de la Sierra Nevada de Santa Marta, fue coordinadora jurídica de la Comisión Nacional de Territorios Indígenas, espacio de concertación de las políticas públicas de tierras y territorios de los pueblos indígenas en Colombia. Desde allí también emprendió la defensa de territorios frente a los impactos por las fumigaciones aéreas con glifosato.
En la Comisión para el Esclarecimiento de la Verdad participó en el tomo del informe "Hasta la guerra tiene límites. Violaciones de los derechos humanos,  infracciones al derecho internacional humanitario y responsabilidades colectivas", como líder de la investigación sobre entramados de participación de civiles en el conflicto armado.
Mojica hizo parte del equipo que diseñó de la Ley de Víctimas y Restitución de Tierras.

### Incoder
Mojica fue subgerente de tierras rurales del desaparecido Instituto Colombiano de Desarrollo Rural (Incoder), cargo qué desempeñó hasta el año 2013, bajo el ministerio de Juan Camilo Restrepo Salazar.

#### Restitución de tierras a víctimas de paramilitares
En dicho cargo, Mojica, logró la restitución de varias tierras a víctimas de grupos narco-paramilitares en varias regiones del país. Según la defensa de Mojica, dicha actuación causó una persecución jurídica del entonces procurador Alejandro Ordóñez quien en octubre de 2013 la destituyó irregularmente de su cargo y la inhabilitó para ejercer cargos públicos por 10 años acusándola sin sustento de haber presentado documentos de acreditación falsos. El procurador Fernando Carrillo revocó dicha sanción en el año 2017 al encontrar que las acreditaciones presentadas por Mojica eran ciertas.

## Gobierno Petro

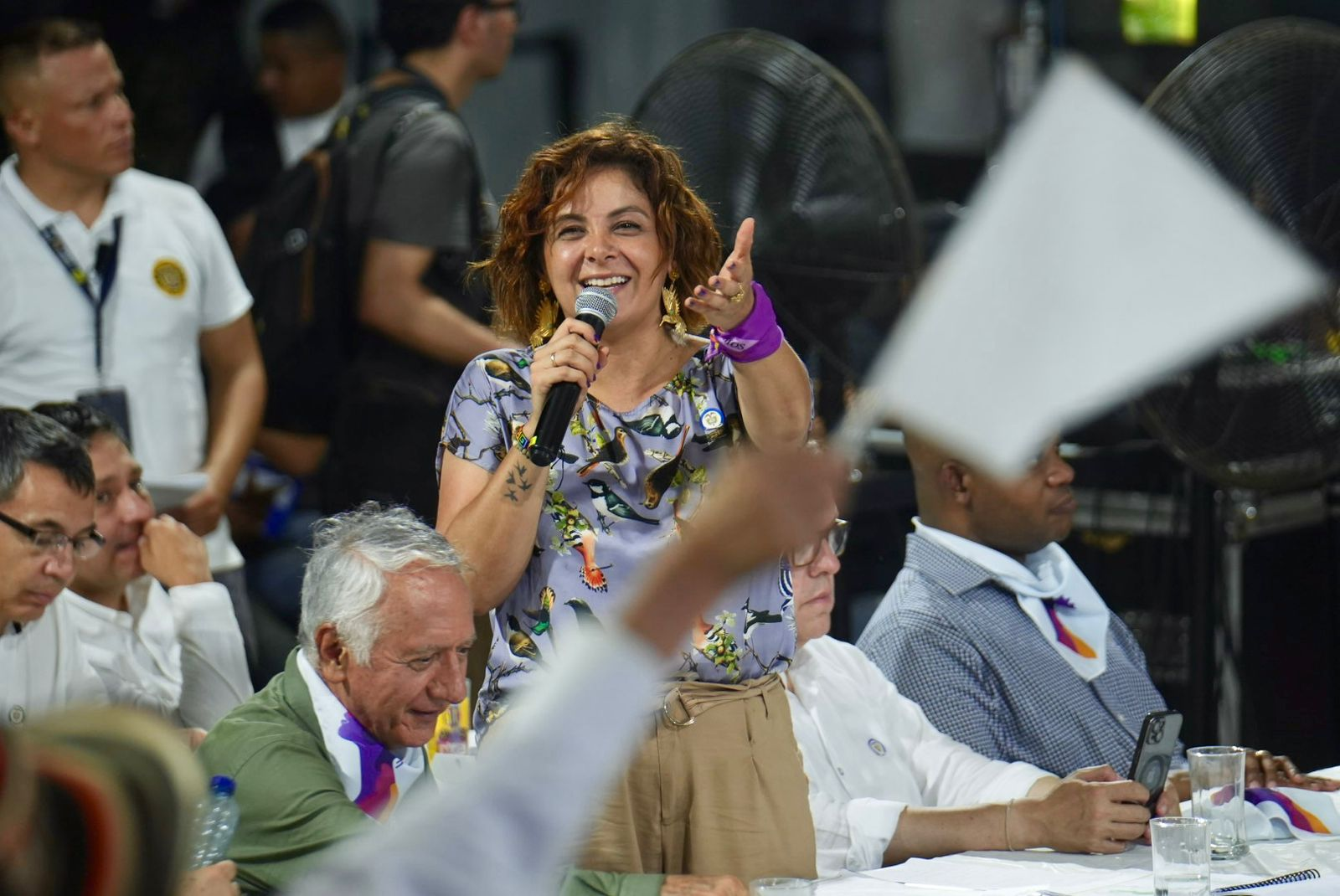
Mojica durante su gestión como ministra de Agricultura.

En 2022, Mojica participó activamente en el diseño programático de la campaña presidencial de Gustavo Petro, especialmente en temas relacionados con la reforma agraria y las políticas rurales, llegó al proyecto por su cercanía con Daniel Rojas Medellín, quien fue nombrado presidente de la Sociedad de Activos Especiales y había liderado el equipo de empalme de gobierno. Tras la victoria electoral, Mojica fue parte del equipo de empalme, desempeñando un rol clave en la transición de gobierno.
En agosto de 2023, asumió el cargo de ministra de Agricultura, reemplazando a Cecilia López. Durante su gestión, impulsó el Sistema Nacional de Reforma Agraria, una de las iniciativas más ambiciosas del gobierno para regularizar y distribuir tierras entre los campesinos, además de implementar políticas para mejorar la productividad agrícola y la justicia social en el campo. Sin embargo, también enfrentó críticas por retrasos en metas y ejecución de las políticas.
En julio de 2024, Mojica presentó su renuncia como ministra, tras una serie de tensiones internas. Posteriormente, en enero de 2025, fue nombrada embajadora de Colombia ante la Organización de las Naciones Unidas para la Alimentación y la Agricultura (FAO), continuando su trabajo con el gobierno en temas de seguridad alimentaria y políticas agrícolas a nivel internacional.